# Skråplanet
Skråplanet er et af verdens første boligområde der blev bygget som bofællesskab. Bebyggelsen er beliggende i Jonstrup.

## Historien
Inspireret af kronikken: "Børn skal have hundrede forældre" skrevet af Bodil Graae i Politiken 1967. Her opfordrede hun mennesker der kunne være interesserede i at danne et boligkollektiv til at kontakte hende, hvilket mange gjorde. 
Dette blev startskuddet til at arkitekt Jan Gudmand Høyer førte en gruppe interesserede sammen for at drøfte boligsituationen. De ville gerne udvikle et alternativ til parcelhusbyggeriet. Man skulle bo tættere sammen og også have adgang til fælles faciliteter som mødelokaler, legepladser og sportsanlæg. Gruppen fandt en samlet grund i Jonstrup – den som huser Skråplanet i dag. En del af gruppen faldt fra og dannede bofællesskabet Sættedammen i Hammersholt.
Skråplanet og Sættedammen blev i de første år bofællesskabspionerer og modtog mange grupper af interesserede studerende, forskere og turister fra hele verden. 

## Byggeri
Byggeriet Skråplanet er tegnet af arkitekt Jan Gudmand-Høyer, og består af 33 selvstændige ejerboliger, et stort fælleshus, svømmebassin, tennisbane samt fællesområder. Grundtanken var at byggeriet udvendigt skulle være enkelt, men indvendigt have gode rumlige kvaliteter og bedre lysindfald, samt genskabe de gamle landsbyers familiære forhold beboerne imellem. 

## Miljø
Fælleshus og fælles faciliteter danner rammer for en lang række fælles aktiviteter. Den vigtigste af disse er sandsynligvis fællesspisningen, som beboerne kan deltage i 1-5 gange pr. uge. Af andre aktiviteter kan nævnes Høstfest, Fastelavn, Spiseklubber i hjemmet, diverse fester og avisen Skråbladet, som er udkommet ugentligt siden Skråplanets opførelse.